# Paguristes kimberleyensis
Paguristes kimberleyensis is een tienpotigensoort uit de familie van de Diogenidae. De wetenschappelijke naam van de soort is voor het eerst geldig gepubliceerd in 1991 door Morgan & Forest.